# Pseudotrachydium dichotomum
Pseudotrachydium dichotomum är en flockblommig växtart som först beskrevs av Jevgenij Korovin, och fick sitt nu gällande namn av Pimenov och Kljuykov. Pseudotrachydium dichotomum ingår i släktet Pseudotrachydium och familjen flockblommiga växter. Inga underarter finns listade i Catalogue of Life.